# 沟营铁路
沟营铁路，又名营榆铁路，因其位于辽河北岸而俗称河北铁路。线路在拆除前为單線鐵路，长90公里，从锦州市沟帮子分岔向东，途经盘锦市，最后到达营口市河北村，全线皆位于辽宁省境内。该铁路于1900年3月建成，在国共内战期间被拆除。如今，此线路一部分成为沟海铁路的区间，一部分改为盘锦市的市政道路。

## 历史

### 修建
1898年3月，俄罗斯帝国取得了东清铁路南满支线（即后来的京哈铁路）的筑路权，又在7月6日，借口为筑路“运载粮草料件”，强迫清政府签订《东清铁路公司续订合同》，获得了大石桥至营口铁路（营口支线）的修筑权，借此向中国东北地区和西太平洋施加影响力。为抵制俄罗斯势力扩张，同年6月15日，英国强迫清政府以铁路设施和运营权为抵押，与汇丰银行签订了修筑本线的借款合同，由清政府出面修建。
1899年10月，京奉铁路通车至锦州，本线南北两端同时开工，詹天佑主持修建；在建设时，他常亲自前往营口，并指挥了跨越女儿河、大凌河、双台河的铁路大桥的建设:27。1900年4月，本线在双台子接轨，开始通车:63。
路基顶宽6.0米， 一般高度1〜3米，最高6米;坡道占28%，30公斤钢轨7米；正线毎公里铺设枕木1430根，碎石道床。全线有桥梁12座、9787米，涵渠14座，通信线路730对公里，信号5站，站舍1312平方米，站线总长5.6公里，全线共有道岔37组。

### 建成后
八国联军入侵北京时，俄軍占领东北地区，本线也一同被控制；直到1903年3月，经过中俄双方多次协商，俄方才归还本线。日俄战争爆发后，日本占领营口，本线又落入日本控制；在1906年11月16至27日期间，中方与日方开展了9次谈判，才收回营口。
1934 年4月1日，满铁将该线改称营口线。
九一八事變次日，日本驻大石桥守备队夺取了本线。由于该线与南满铁路营口支线重名，同年10 月1日改称河北线。随后，日军沿铁路设关卡，并开始运输军需物资。在抗日战争期间，“盘山抗日义勇军”曾多次骚扰、破坏本线。1943年8月15日，日方命令当地民工拆除了营口至大洼段36.5公里，以修复，修建沈山铁路、沈丹铁路和朝鲜半岛的铁路。
1945年“九三” 胜利后，在解放战争期间，该线处于瘫痪状态。
辽沈战役爆发后，国共双方在黑山激战期间，解放军辽南独立师（今步兵第一二四师）309团和在盘锦的地下党为阻止国军撤退，在1948年10月9日炸毁了营口跨双台子河（即辽河下游段）的铁路桥，还拆除了部分区间。在共产党控制了东北后，本线包括营口铁路桥被修复。在双台子河发洪水期间，本线暂停运营。
1950年11月，为支援朝鲜战争，锦州铁路局将本线拆除，本线只留下沿线设施。1954年，中央指示锦州铁路局拆除余下的设施，自此本线完全消失。

### 拆除后
1951年，盘山县向辽西省人民政府请示，计划将沟帮子至大洼区间路基改为公路。1955年8月，原盘山至河北村的地基上铺上了泥结碎石路面的公路，后逐渐发展为今天盘锦市的向海大道和盘营公路。
大跃进开始后，为缓解哈大铁路和沈山铁路的运输压力，铁路部门计划利用本线留下的大部分路基，新建连接两条干线的铁路。随后，铁三院开始了勘测工作，并在1960年5月完成初步设计。由于跨辽河大桥的设计无法确定，新线在完成了土方71万立方米后停工:63。
1969年，辽宁省革命委员会为便利盘锦的粮食外运，组织了锦州和沈阳两个铁路局和沿线民工修复本线盘锦至沟帮子区间；工程从1968年12月7日开工，1969年1月25日完工:64。随后，此区间成为了沟海铁路的一部分。
2011年，在第三次全国文物普查期间，魏家沟火车站水塔遗址和魏家沟过滤池被发现。

## 车站
刚通车时，本线设有胡家窝棚（位于今盘山县胡家镇）、双台子、大洼、田庄台4个车站。日本控制本线后，增设了营口河北站。九一八之后，日本方面再次控制本线，并增设田家、庭田（曾家）、大同（荣兴）等临时站点，将田庄台站南迁3公里至魏家沟。1944年8月，随着营口至大洼段被拆除，河北车站及田庄台站也不复存在。
因为俄国和日本先后控制本线，线上的车站建筑既有俄式风格的，也有日式风格的。

## 运营
营榆铁路连接了营口和京奉铁路主线，所以运输一直比较兴旺——铁路沿线曾设有30个道房，以保护列车的安全，最多时雇员达到了400人；线路上既有货运列车，也有客运列车，有时还有客货混装列车。线上有3节硬座车厢，每天往返一次，单程约需3小时。客运方面，不少居民会选择乘坐“辽东小火轮”横渡辽河，再通过本线前往京奉铁路，进而进入山海关内。这样的路线相比起通过南满铁路到达沈阳，再转乘京奉铁路的列车入关要更加快捷。货运方面，东北地区的物资，如海盐、苇席、海产品、煤炭等，能通过本线运至盘锦的辽东湾，即辽河的入海口，再装上轮船。
当时主掌东北的军阀张作霖曾下令压低本线的运价，以吸引更多的乘客和货物，抗衡日控南满铁路（当时从南满铁路到沈阳的票价是2.5元金票，而经过本线和京奉铁路的票价折合金票0.8元）；不仅如此，经本线到沈阳的列车还为旅客提供一顿饭。
在九一八事变后，由于日本本土和朝鲜半岛移民的涌入，本线增开了一列客车，并以燃油驱动。
1949年6月，盘山县人民政府成立裕兴公司运输部，开始运行“小火车”——这种火车用汽车车头驱动，只是车轮换成了列车的，驱动的燃料是木炭，车厢是平板车；列车每日往返4次。之后，因为双台子河发洪水，“小火车”停运。